# 达霍德
达霍德（羅馬化：Dāhod）是印度古吉拉特邦达霍德县的一个城镇。总人口79185（2001年）。

## 人口
该地2001年总人口79185人，其中男性40824人，女性38361人；0—6岁人口9712人，其中男5251人，女4461人；识字率76.04%，其中男性为80.76%，女性为71.03%。